# Квантовая машина
Квантовая машина (англ. Quantum machine) — техническое устройство, функционирование которого происходит в соответствии с законами квантовой механики. Идея о том, что макроскопические объекты могут следовать законам квантовой механики, появилась ещё при разработке основ квантовой механики в начале XX века. В то же время, как продемонстрировал мысленный эксперимент с котом Шрёдингера, при переходе от субатомных систем к макроскопическим квантовая механика отличается неполнотой. Последующие эксперименты показали, что квантовые состояния движения наблюдались только в особых условиях при сверхнизких температурах. Квантовые эффекты в макроскопических объектах могут возникать также в результате быстрой квантовой декогеренции.
Первая реально действующая квантовая машина была создана О’Коннелом в 2009 году, в 2010 году журналом Science она была названа «Прорывом года».

## Первая квантовая машина
Первая квантовая машина была создана 4 августа 2009 года Аароном О’Коннелом, сотрудником Калифорнийского университета в Санта-Барбаре, в рамках работы над диссертацией. О’Коннелл и его коллеги соединили механический резонатор с кубитом — устройством, которое может находиться в суперпозиции двух квантовых состояний. Они смогли заставить резонатор вибрировать с малой и большой частотой одновременно — эффект, невозможный в классической физике. Механический резонатор был достаточно велик, чтобы его можно было увидеть невооруженным глазом — примерно в толщину человеческого волоса. Работа, описывающая полученные результаты, была опубликована в журнале Nature в марте 2010 года. Журнал Science объявил о создании первой квантовой машины как «Прорыве года» в 2010 году.

### Охлаждение до состояния с нулевой энергией
Чтобы продемонстрировать квантовые эффекты в действии устройства, необходимо было сначала охладить механический резонатор до тех пор, пока он не достигнет своего базового квантового состояния (состояния с нулевой энергией). В частности, для этого требовалась температура {\displaystyle T\ll hf/k}, где h — постоянная Планка, f — частота резонатора, k — постоянная Больцмана. Предыдущие команды исследователей пытались достичь этого состояния, при этом, например, резонатор с частотой 1 МГц необходимо было охладить до чрезвычайно низкой температуры в 50 милликельвин. Команда О’Коннелла построила другой тип резонатора — объёмный акустический резонатор с плёнкой (TFBAR) с гораздо более высокой резонансной частотой (6 ГГц), который достиг состояния с нулевой энергией при относительно высокой температуре (~ 0,1 К); Эту температуру можно было легко достичь с помощью рефрижератора растворения. В ходе эксперимента резонатор охлаждался до 25 милликельвин.

### Управление квантовым состоянием
Использовавшийся командой О’Коннелла TFBAR был изготовлен из пьезоэлектрического материала, поэтому при колебаниях он испускал переменный электрический сигнал, и, наоборот, электрический сигнал мог влиять на его колебания. Это позволило связать резонатор со сверхпроводящим фазовым кубитом — устройством, используемым в квантовых вычислениях, квантовое состояние которого можно точно контролировать.
Колебания квантовомеханических систем описываются с помощью элементарных квазичастиц — фононов. Охлаждение резонатора до состояния с нулевой энергией можно рассматривать как эквивалент удаления всех фононов. После достижения этого состояния команда О’Коннелла начала перемещать отдельные фононы из кубита на механический резонатор, и при этом также смогла передать на резонатор кубит, находившийся в суперпозиции двух состояний. По оценке Американской ассоциации содействия развитию науки, это позволило достичь состояния, при котором резонатор «вибрировал мало и много в одно и то же время». Вибрации длились всего несколько наносекунд, после чего были разрушены внешними воздействиями. В статье О’Коннелла в журнале «Nature», посвящённой прошедшему эксперименту, отмечалось: «Эта демонстрация даёт убедительное доказательство, что квантовая механика применяется к механическому объекту, достаточно большому, чтобы его видели невооруженным глазом».